# У борби за ваздух
У борби за ваздух је седма књига и четврти роман енглеског писца Џорџа Орвела, коју је у јуну 1939. објавио Виктор Голанц. Написана је између 1938. и 1939. док је Орвел проводио време опорављајући се од болести у француском Мароку, углавном у Маракешу. Завршени рукопис је предао Виктору Голанцу по повратку у Лондон у марту 1939.
Прича прати Џорџа Боулинга, 45-годишњег мужа, оца и продавца осигурања, који предвиђа Други светски рат и покушава да поврати идиличну невиност из детињства и побегне од свог туробног живота повратком у Доњи Бинфилд, своје родно место. Роман је комичан и песимистичан, са ставовима да спекулативни градитељи, комерцијализам и капитализам убијају најбоље из руралне Енглеске и да се његова земља суочава са злокобном појавом нових, спољних националних претњи.

## Ликови
- Џорџ Боулинг је дебео, ожењен, средовечни (45 година) продавац осигурања, са „двоје деце и кућом у предграђу“. Орвелов зет, Хамфри Дакин, муж Орвелове старије сестре Марџори, 'низак, стасит, говорљив' човек, мислио је да би Боулинг могао бити његов портрет. Познавао је Блера (Орвела) још од детињства, када су Блерови живели у Хенли на Темзи и касније када су живели у Саутволду где се оженио Марџори.[1]
- Џо Боулинг је Џорџов старији брат. Није био интелектуалац, и, према Џорџовим речима, 'зато је имао благо знање у механици'. Никада није радио неки значајнији посао и радио је за свог оца као 'послужник'. Једног дана када је Џорџ био млађи, Џо је украо сав новац из продавнице. Речено је да је одувек желео да емигрира у Америку и да га више никада нису помињали.
- Ујак Језекиљ је власник продавнице са прилично либералним уверењима, будући да је „мали Енглез“. У својој радњи је држао асортиман птица у кавезима као украс.
- Хилда Боулинг, његова супруга, припада сиромашној официрској класи англо-индијске породице која се након удаје скрасила у депресивном беживотном средовечном фрулу. 39 година, 'веома мршава и прилично суха, са вечним замишљеним, забринутим погледом у очима.'
- Олд Портеоус, пензионисани учитељ јавне школе чији је цео живот проживео у атмосфери латинског, грчког и крикета.
- Елси, Џорџов бивши партнер; срели су се у викарином читалачком кругу и за њу се говорило да је „дубоко женствена“. Остали су заједно „живећи у греху“ све док се Џорџ није пријавио. Убрзо након тога губи контакт са њом. По повратку 1939. у Доњи Бинфилд, Џорџ је види и примећује да је „млечно бела кожа нестала...“ и да је она сада цилиндар са грудвицама које вире. Она такође сада говори са јаким кокни акцентом и удала се за власника продавнице, такође по имену Џорџ.